# ليديا فورسون
ليديا فورسون (بالإنجليزية: Lydia Forson)‏ (مواليد 24 أكتوبر 1984) هي مُمثلة وكاتبة ومُنتجة غانية. في عام 2010 حصلت على جائزة الأكاديمية الأفريقية للأفلام لأفضل ممثلة في دور رئيسي مُناصفة مع المُمثلة جاكي أبيا.

## سيرتها الذاتية
وُلدت فورسون في 24 أكتوبر 1984 في مدينة مانكسيم في غانا. تلقت تعليمها الابتدائي في مدرسة ويلمور الابتدائية في كنتاكي. في سن التاسعة، انتقلت عائلتها إلى غانا وهُناك واصلت تعليمها في مدرسة أكوسومبو الدولية. التحقت أيضًا بمدرسة سانت لويس الثانوية في كوماسي حيث أكملت هُناك تعليمها الثانوي.
تخرجت فورسون من جامعة غانا حيث حصلت على لبكالوريوس في اللغة الإنجليزية ودراسات المعلومات.

## روابط خارجية
ليديا فورسون على موقع IMDb (الإنجليزية)
- ليديا فورسون على موقع قاعدة بيانات الفيلم (الإنجليزية)